# Royal Society of Arts

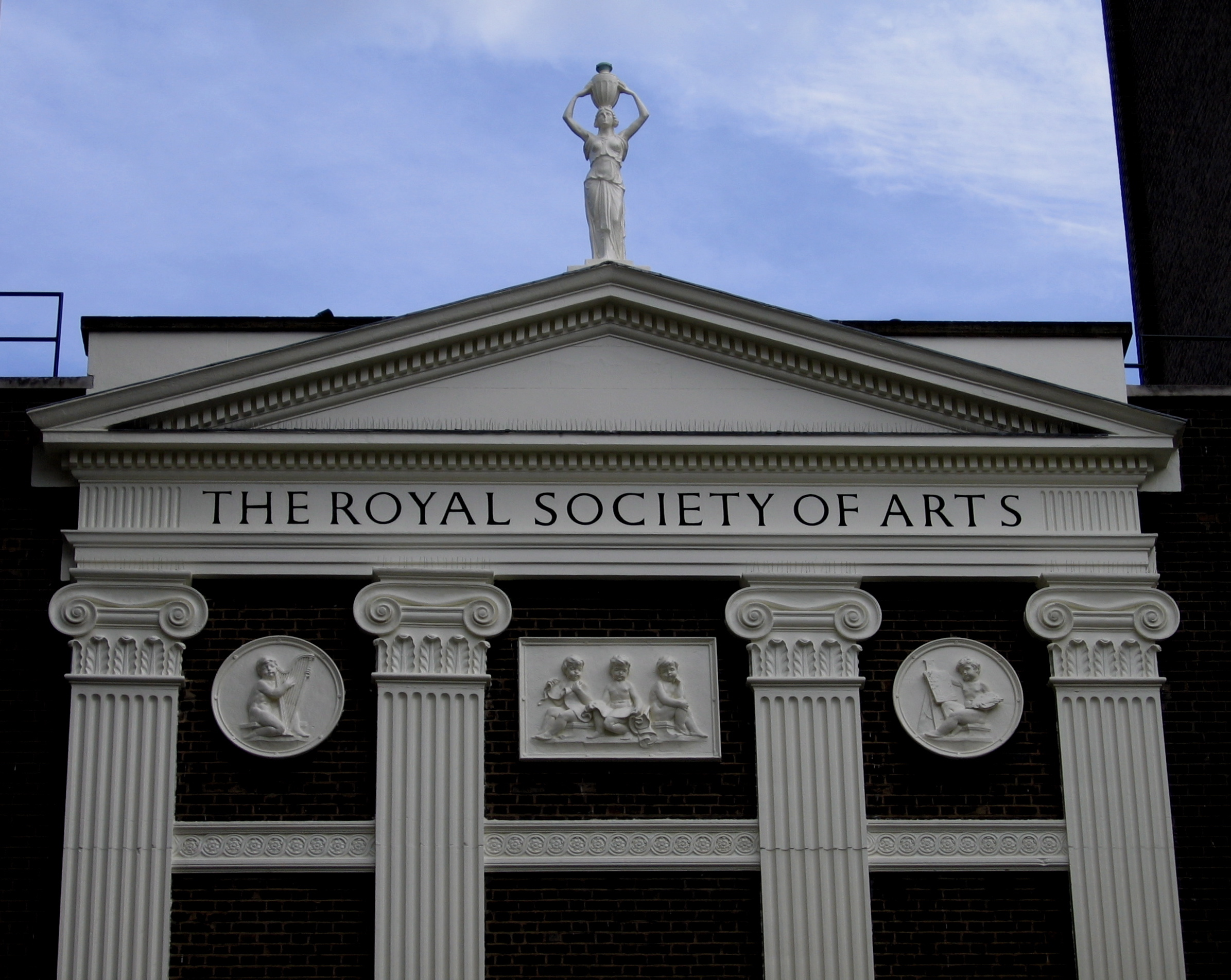
Fachada de la Royal Society of Arts, en Londres.

La Royal Society for the Encouragement of Arts, Manufactures and Commerce (en español Real Sociedad para el fomento de las Artes, Manufacturas y Comercio), más comúnmente conocida como Royal Society of Arts o por sus siglas RSA, es una organización no gubernamental fundada en 1754, que se financia por medio de la suscripción de sus propios miembros, patrocinio y la donación de individuos, compañías y fundaciones caritativas. Entre sus miembros más notables se encuentran Benjamin Franklin, Adam Smith, William Hogarth, John Diefenbaker, Stephen Hawking y Charles Dickens. Se le otorgó con la carta real en 1847.
La RSA ha sido un cuerpo radical que ha tratado de desafiar el statu quo y cambiar al mundo a su alrededor. Mediante sus ideas, investigaciones y sus 27 000 miembros, busca entender y mejorar la capacidad humana para entender el intervalo entre la realidad de hoy y el deseo de las personas para un mundo mejor.